# David Gray (labdarúgó)
David Peter Gray (Edinburgh, 1988. május 4. –) skót labdarúgó. A Heart of Midlothianban kezdte pályafutását, ahonnan 16 éves korában 50 000 fontért igazolták le a Vörös Ördögök.

## Pályafutása

### Manchester United
Gray a 2005–06-os szezonban vált fontos tagjává a Manchester United tartalékcsapatának. Leginkább jobbhátvédként lépett pályára. 2006. október 25-én az első csapatban is bemutatkozhatott a Crewe Alexandra elleni Ligakupa-meccsen. Kezdőként lépett pályára a találkozón, a második félidő vége felé állt be helyette Kieran Lee, aki győztes gólt szerzett a hosszabbításban.
2007 januárjában kölcsönben a United fiókcsapatához, a Royal Antwerphez került, hogy tapasztalatot gyűjtsön, de két meccs után olyan súlyos sérülést szenvedett, hogy a szezon hátralévő részében már nem játszhatott. 2007 novemberében a Crewe Alexandra vette kölcsön, mivel a klub több játékosa is sérült volt.
2009. január 1-jén a szezon végéig kölcsönvette a Plymouth Argyle.